# Peter Spankowski
Peter Spankowski (* 13. Februar 1945; † 5. November 2018) war ein deutscher Fußballspieler. Der Allrounder absolvierte für die Vereine 1. FC 08 Birkenfeld, 1. FC Pforzheim und den VfR Mannheim von 1964 bis 1973 in der 1. Amateurliga Nordbaden insgesamt 192 Ligaspiele und schoss 96 Tore. In der zweitklassigen Fußball-Regionalliga Süd erzielte er nach der Meisterschaft Mannheims und dem Aufstieg 1973 in der letzten zweitklassigen Regionalligasaison 1973/74 in 30 Ligaeinsätzen neun Tore, während der VfR sich für die Debütsaison der 2. Fußball-Bundesliga 1974/75 qualifizierte. In der 2. Bundesliga kamen 1974/75 noch 13 Ligaspiele mit drei Toren hinzu.

## Karriere

### Im Verein
Peter Spankowski entstammt einer überregional bekannten Birkenfelder Fußballfamilie, die 1967 einen Wettbewerb um die deutsche Familienmeisterschaft gewinnen konnte, als sich die Spankowskis mit einem 3:1-Sieg im niederbayerischen Dingolfing gegen die Holzers aus Haidlfing durchsetzten. Die älteren Brüder Hans, Manfred und Werner waren von 1950 bis 1962 unverzichtbare Leistungsträger des 1. FC08 Birkenfeld, denen der junge Peter ganz selbstverständlich nachfolgte. Am 16. August 1964 debütierte er beim Auswärtsspiel gegen den FC Phönix Mannheim (0:3) in der 1. Amateurliga Nordbaden. Er stürmte auf Linksaußen an der Seite von Amateurnationalspieler Horst Kunzmann, welcher das Spiel auf Halblinks im damaligen WM-System lenkte. Birkenfeld stieg in die 2. Amateurliga Mittelbaden ab; Peter Spankowski hatte 23 Ligaspiele bestritten und sechs Tore erzielt. In den Jahren 1966 und 1967 spielte die Mannschaft in der 2. Amateurliga Mittelbaden; erst im zweiten Anlauf glückte die Rückkehr in die 1. Amateurliga. Der „junge Spankowski“ erzielte 1967/68 in 28 Ligaspielen zehn Tore, darunter beide Treffer zum 2:0-Heimerfolg am 1. Oktober 1967 gegen den ASV Feudenheim. Als 15., mit zwei Punkten hinter dem Mitaufsteiger FC Neureut 08, stieg Birkenfeld wiederum ab. Spankowski hingegen nahm zur Runde 1968/69 das Angebot des 1. FC Pforzheim an und blieb somit weiterhin in der 1. Amateurliga Nordbaden.
Im ersten Spiel der Verbandsrunde am 18. August 1968 erzielte er als Mittelstürmer drei Treffer beim 4:1-Heimerfolg gegen den späteren Meister Germania Forst. Nach 29 Ligaspielen hatte er 17 Tore für den Vizemeister 1. FC Pforzheim vorzuweisen, welcher von Ex-KSC-Spieler Heinz Ruppenstein trainiert wurde, und führte damit die interne Torschützenliste vor Klaus Volkmann mit elf Treffern an. In der Saison 1970/71 wurde er zum zweiten Mal mit dem „Club“ aus dem Brötzinger Tal Vizemeister; es war das große Jahr von Mitspieler Herbert Layh, welcher mit 27 Treffern die Torjägerkrone in Nordbaden errang. Nach einer unbefriedigenden Runde 1971/72 – er landete mit dem 1. FC Pforzheim auf dem 7. Rang – nahm er das Angebot des sich verstärkenden VfR Mannheim an und wechselte in die Quadratestadt. Der gelernte Bankkaufmann gehörte bereits seit dem ersten Jahr in Pforzheim kontinuierlich der nordbadischen Amateurauswahl an.
Spankowski gewann mit Mannheim 1972/73 unter Trainer Heiner Ueberle mit acht Punkten Vorsprung vor dem Karlsruher FV die Meisterschaft und steuerte zu den 112 Toren des neuen Meisters 31 Tore bei; er wurde aber noch von Mannschaftskollege Ludwig Hartmann mit 33 Treffern übertroffen. In die Aufstiegsrunde zur Regionalliga Süd war er in den ersten zwei Spielen gegen den FC 08 Villingen (1:1) und SC Baden-Baden (4:1) jeweils als Torschütze präsent, wurde allerdings in der 2. Halbzeit des Platzes verwiesen und fiel damit für die restlichen Spiele aus. Mit einem Punkt Vorsprung gegenüber Villingen stieg der Meister aus Nordbaden auf und kehrte in die Zweitklassigkeit der Regionalliga Süd zurück. Darin konnte sich der VfR mit dem Erreichen des 13. Ranges behaupten und war damit sogar für die ab 1974/75 neu startende 2. Bundesliga qualifiziert. Spankowski bestritt in der Regionalliga 30 Spiele und erzielte neun Tore, obwohl er in der Rückrunde vermehrt in der Verteidigung zum Einsatz gebracht wurde. Der sportliche Wettstreit gegen Konkurrenten wie Meister FC Augsburg mit Ex-Nationalspieler Helmut Haller, Vizemeister 1. FC Nürnberg mit Kurt Geinzer und Dieter Nüssing, sowie den „Löwen“ des TSV 1860 München mit Ferdinand Keller und Hans-Joachim Weller gehörten zu den Höhepunkten in der Karriere von Peter Spankowski.
Spankowski trat mit dem VfR Mannheim auch in der Debütrunde der 2. Bundesliga, 1974/75, an, allerdings waren die Rot-Weiß-Blauen sportlich chancenlos und belegten mit 26:50 Punkten den 20. und letzten Platz. Er absolvierte 13 Ligaspiele und erzielte dabei drei Tore für den Absteiger. Alle Spielteilnahmen fanden in der Hinrunde statt, darunter auch der 3:1-Heimerfolg am 28. September 1974 gegen den 1. FC Nürnberg, in der Rückrunde kam er nicht mehr zum Einsatz.
Sein fußballerischer Ausklang ging danach im Bruchsaler Amateurbereich beim FC Viktoria Odenheim über die Bühne.

### Nordbadische Auswahl
Bereits in seinem ersten Jahr in der nordbadischen Auswahl, 1968/69, gewann Spankowski unter Trainer Herbert Widmayer den Länderpokal der Amateure. Im Finale setzte sich Nordbaden am 29. Juni 1969 in Hamburg-Harburg 2:1 gegen die Vertretung von Hamburg durch. Im Angriff hatte Trainer Widmayer auf Hans-Peter Fecht, Edgar Schneider, Hans Ripp, Herbert Seifert und Peter Spankowski gesetzt. Den zweiten Titelgewinn im Wettbewerb um den Länderpokal erreichte er mit Nordbaden am 11. Mai 1972 durch ein 2:1 gegen Niedersachsen, als er im Mittelfeld auflief und nach dem Spiel für seinen 25. Auswahleinsatz geehrt wurde. 1970 gehörte er dem Team des Titelverteidigers an, welches am 6. Oktober im Karlsruher Wildparkstadion das Endspiel mit 0:2 gegen Bayern verlor.
Insgesamt wird Peter Spankowski mit 27 Einsätzen in der BFV-Auswahl geführt.